# Albert Südekum

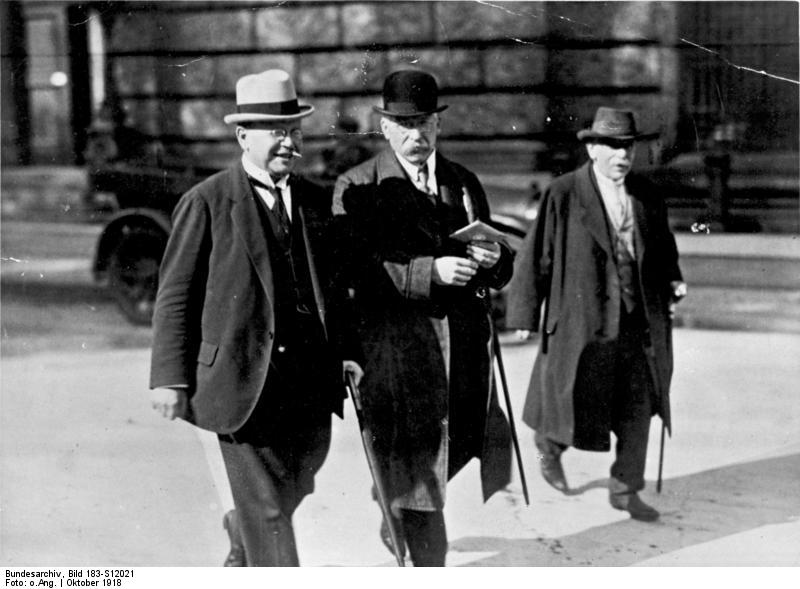
Octobre 1918 : les députés Matthias Erzberger, Albert Südekum et Otto Arendt quittent le bâtiment du Reichstag à Berlin

Albert Oskar Wilhelm Südekum (né le 25 janvier 1871 à Wolfenbüttel et mort le 18 février 1944 à Berlin) est un journaliste et politicien (SPD) allemand. Partisan du réformisme, il plaide pour l'alliance avec une partie de la bourgeoisie.

## Biographie
Südekum est bachelier en 1891 à Wolfenbüttel, puis étudie la comptabilité nationale et les sciences politiques à Genève, Munich, Berlin et Kiel. Il devient Docteur en 1893. Il effectue son service militaire de 1893 à 1894 au Alexander-Garderegiment. Membre du SPD, influencé par Ferdinand Tönnies, il rejoint en 1895 la rédaction du Vorwärts et reprend en  1896/97 la direction par intérim du Leipziger Volkszeitung. Il est ensuite successivement rédacteur en chef du Fränkische Tagespost (Nuremberg) (1898-1900) puis du Sächsische Arbeiterzeitung (Dresde) entre 1900 et 1903. Il fonde en 1900 le magazine du SPD, Kommunale Praxis ; de 1908 à 1930 il co-édite avec Hugo Preuß, Otto Most et Rudolf Schwander le Kommunales Jahrbuch. Élu local puis député, il se spécialise dans la politique du logement. Il ouvre son livre paru en 1908, Großstädtisches Wohnungselend  (De la misère du logement dans les grandes villes) par cette formule : « On peut tuer un homme aussi sûrement avec un logement qu'avec une hache ». Cette maxime est notamment reprise par Heinrich Zille.
Il épouse en 1904 Anneliese Zuelzer (1872–1948), une nièce du « baron du charbon » Fritz von Friedlaender-Fuld, avec laquelle il a trois enfants: Irmgard (1905–2002), Rosemarie (1906–2002) et Lothar (1908–2002).
Élu député au Reichstag en mai 1900, il se distingue comme un des parlementaires les plus actifs du SPD.
Lors de l'entrée en guerre, il s'engage sans compromission au « service de la patrie ». Il inspire en grande partie la déclaration lue le 4 août 1914 par Hugo Haase, dirigeant de la SPD, par laquelle le parti soutient le vote des crédits de guerre. Il joue souvent un rôle informel de lien entre le parti social-démocrate et le gouvernement, aux côtés de Friedrich Ebert, Philipp Scheidemann et Eduard David. Il mène pour le compte de l'Office des Affaires étrangères des négociations et missions en Italie, en Suède et en Roumanie, afin de soutenir la fraction neutre des partis socialistes frères. Le concept de « Südekumerei » devient alors une maxime internationale et lui vaut l'inimitié perpétuelle de la gauche révolutionnaire. Südekum est membre de la Deutsche Gesellschaft 1914.
Après la défaite et la révolution, il est chargé des Finances de Prusse, poste qu'il abandonne après le Putsch de Kapp en 1920. 
Après 1933, il s'engage en résistance auprès de Wilhelm Leuschner, Ernst von Harnack, Carl Friedrich Goerdeler et Jakob Kaiser.
Le jugement que portent ses contemporains et la recherche sur Südekum est controversé. Si le mot « Südekum » évoque pour Lénine le « type de l'opportuniste auto-satisfait, dépourvu de conscience et social-chauviniste », Ernst von Harnack écrit dans une lettre de condoléances à sa veuve : « Comme je le regretterai, l'ami paternel, sanguin, toujours positif et plein d'espoir au milieu des épreuves ! ».

## Publications
- Darwin. Sein Leben, seine Lehre und seine Bedeutung. Nach Alphonse de Candolles. Siegbert Schnurpfeil, Leipzig 1893.
- Über das Malthus'sche Gesetz und das Bevölkerungsproblem der kommunistischen Gesellschaft. Inaugural-Dissertation zur Erlangung der Doktorwürde der hohen philosophischen Fakultät der Königl. Christian-Albrechts-Universität zu Kiel. L. Hansdorff, Kiel 1894. Digitalisat
- Nieder mit dem Brodwucher! Nach einer Rede im Sächsischen Hofe zu Nürnberg am 25. Februar 1901. Fränkische Tagespost, Nürnberg 1901.
- Führer durch die Gesetze über die Pensionierung der Offiziere und über die Versorgung der Unterklassen des Reichsheeres, der Marine und der Schutztruppen. Vorwärts, Berlin 1906.
- Großstädtisches Wohnungselend. Hermann Seemann Nachfolger, Berlin 1908.
- Die Finanzreform von 1909 und die Parteien des Reichstags. Vorwärts, Berlin 1910.
- Die Wertzuwachssteuer. Reichsgesetz vom 14. Februar 1911. Vorwärts, Berlin 1911.
- Ja oder Nein? Sozialdemokratie und direkte Reichssteuern. Erweiterte Ausgabe des Referats auf dem Parteitag zu Jena. Volksstimme, Frankfurt am Main 1913.
- Menschen und Einrichtungen. Auszug aus dem Vortrag des Reichstagsabgeordneten Dr. Südekum. Gehalten im Studentersamfund zu Kristiania am 13. April 1918. Kirste & Sieberth, Kristiania 1918.
- Kapital- und Gewinnbeteiligung als Grundlage planmäßiger Wirtschaftsführung. Julius Springer, Berlin 1921.
- Als Mitherausgeber: Handwörterbuch der Kommunalwissenschaften. 4 Bände. Fischer, Jena 1918–1924.
- Als Mitherausgeber: Kommunales Jahrbuch. 22 Bände. Fischer, Jena 1908–1930.
- Als Mitherausgeber: Für Groß-Berlin. Vita, Berlin 1912.
- Als Herausgeber: Kommunale Praxis. Zeitschrift für Kommunalpolitik und Gemeindesozialismus. Kaden & Comp., Dresden 1 (1901)-6 (1906).
- Als Herausgeber: Kommunale Praxis. Wochenschrift für Kommunalpolitik und Gemeindesozialismus. Vorwärts, Berlin 7 (1901)-21 (1921).

## Traductions
- Renard, Georges: Ist der Mensch frei? Philipp Reclam, Leipzig 1893.
- Leroy-Beaulieu, Pierre: Die chinesische Frage. Wigand, Leipzig 1900.
- Jaurès, Jean/Jules Guesde: Zum Bruderzwist in Frankreich. Zwei Reden über die Taktik der Sozialdemokratie gehalten zu Lille am 27. November 1900. Sächsische Arbeiterzeitung, Dresden 1901.
- Jaurès, Jean: Sozialistische Studien. Aus Theorie und Praxis. Sozialistische Monatshefte, Berlin 1902.
- Vandervelde, Emile: Die Entwickelung zum Sozialismus. Sozialistische Monatshefte, Berlin 1902.
- Jaurès, Jean: Frankreich und Deutschland. Eine Rede für den Frieden. Freudenberger, Würzburg 1903.
- Hunter, Robert: Das Elend der neuen Welt. Concordia, Berlin 1908.
- Sanders, William: Englische lokale Selbstverwaltung und ihre Erfolge. Vorwärts, Berlin 1908.